# Mictochroa thermoptera
Mictochroa thermoptera är en fjärilsart som beskrevs av Druce 1909. Mictochroa thermoptera ingår i släktet Mictochroa och familjen nattflyn. Inga underarter finns listade i Catalogue of Life.